# Howick (Nouvelle-Zélande)
Pour les articles homonymes, voir Howick (homonymie).

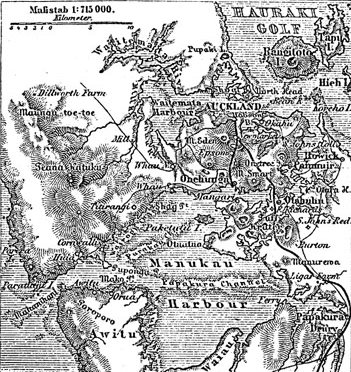
Une carte allemande de 1888 d’Auckland montrant Howick dans l’angle droit

Howick est la banlieue la plus à l’est de la cité d’Auckland,dans l’Île du Nord de la Nouvelle-Zélande.

## Situation
Elle forme une partie de ce qui est parfois appelé l’East Auckland (en).

## Histoire
Du fait du nombre relativement important d’immeubles restant de l’héritage du passé et d’autres souvenirs de l’installation initiale des européens, Howick « peut être considérée comme le lieu de la conscience historique d’Auckland ».

### Les origines maories
L’iwi (tribu locale maorie) était les Ngai Tai (en), descendants de Tainui.
Ils avaient vécu là depuis environ 300 ans au sein d’un pa (village fortifié), situé à  Ohuia Rangi, au niveau du Mt Pigeon, Te Waiarohia (péninsule de Musick Point (en)) et Tuwakamana (au niveau de Cockle Bay).

### Colonisation européenne initiale
Howick, Pakuranga, et la zone de Whitford, faisaient partie des terres acquises à la demande de William Thomas Fairburn (en), avec sa femme et sa famille pour y établir en 1836 une église de la société de la mission à Maraetai.
Les Maoris insistèrent pour qu’ils achètent les 40 000 acres (162 km2) situés entre le fleuve Tamaki et le fleuve Wairoa pour empêcher les attaques des tribus adverses des Ngapuhi et des Waikato Tainui.
Conçu comme un acte de paix chrétienne, Fairburn acheta donc avec répugnance toutes ces terres avec ses économies.
En 1840, à la suite du Traité de Waitangi, le Gouvernement acquiert aussi 36 000 acres (146 km2), qu’il utilisa pour des colonisations défensives en particulier pour y installer le régiment des fencibles (en) à Otahuhu et Howick et vendit la plupart des terres restantes aux colons, ce qui les paya ainsi aux Maoris, mais en leur rendant la plus grande partie de la vallée du fleuve Wairoa.
Les Maoris autochtones reçurent en retour, par les soins de la  mission Fairburn LMS située à Maraetai, un enseignement de la lecture et de l’écriture.

## Colonisation défensive
La banlieue fut dès lors officiellement établie en 1847, avec un peuplement défensif formé de (fencibles (en)) (des soldats de métier) présents sur place qui reçurent des terres en contrepartie de devoir rejoindre les unités de défense en cas de guerre.
Toutefois, une décennie plus tard, les combats qui survinrent, impliquèrent  en fait des soldats professionnels au lieu de ces réservistes volontaires.
Une quantité relativement large des éléments caractéristiques du paysage de cette époque ont été conservés.
Le terme des forces des Fencibles est dérivé du mot defencible, signifiant « défendable » et ils constituaient donc en fait des milices.
Les Maoris locaux accueillir favorablement les Fencibles à Howick et reconnurent les avantages d’opérations conjointes et du commerce, qui s’instaurèrent avec eux.
Les paysans maoris construisirent les maisons pour les fencibles sous la direction des ingénieurs royaux, bien  qu’il ne fût pas précisé initialement que les européens devaient vivre dans des huttes en raupo, car il leur avait été promis par erreur que des maisons devaient être déjà disponibles pour eux et leur famille dès leur arrivée.
Il y eut environ 250 fencibles, qui s’installèrent donc à Howick.
Les fencibles et leurs familles étaient des personnes pauvres, sans capital, le plus souvent de confession protestante.
De fait, quelques-uns des adultes étaient illettrés et 101 fencibles d’Howick servirent avec leurs enfants lors des guerres des terres de 1860.
L’existence d’Howick était donc lié aux pionniers d’Auckland et les anciens fencibles influencèrent largement son développement ainsi, évidemment, que la dénomination de nombreuses rues.
En 1863, des travaux de défense furent entrepris dans ce qui est maintenant appelé Stockade Hill, dans le but de pouvoir défendre Auckland de Maoris hostiles qui pouvaient vouloir avancer à partir du sud par la terre ou par mer avec leurs canoés à partir de la baie de Firth of Thames.
Les fossés de la palissade sont toujours visibles actuellement.
Au centre, un monument aux morts, où se déroule une cérémonie du souvenir à chaque journée de l'ANZAC.
Le sommet de Stockade Hill fournit une vue panoramique dans toutes les directions.

## Toponymie
La ville d'Howick est nommée en l’honneur de Henry George Grey Comte Grey, vicomte d' Howick, qui était secrétaire pour les colonies du Royaume-Uni et était alors responsable du projet d’immigration pour le corps royal des fenciles de Nouvelle-Zélande (en).
De nombreuses  rues ont été dénommées en mémoire de militaires du Royaume-Uni ou des héros des batailles de l’époque.
- Bleakhouse (dans Bleakhouse Rd) est le nom donné à la maison d’un officier des fencibles, construite dans cette rue pour le chirurgien-capitaine John Bacot (en), qui devint magistrat à Howick.

Plus tard, passée dans les mains de la famille Macleans, elle devint le cœur de la scène sociale du secteur entre les années 1850 et 1860.
Cette maison fut détruite en 1910 mais donna son nom à la rue.
- D’autres rues comme Bacot Bell, Fencible Drive, Montressor Place et Sale Street et bien d’autres, ont des liens directs avec le corps des Fencibles, par exemple Sir Robert Sale (en) fut le nom de l’un des bateaux, qui amena les fencibles à Auckland au XIXe siècle.
- Montressor Place fut dénommée en l’honneur du Capitaine Charles Henry Montressor-Smith, qui arriva à Howick, venant du premier bataillon des fencibles en 1847.

Il partit ensuite pour une  propriété située dans les environs de Pakuranga, où sa maison, connue comme la « maison à la cloche » existe toujours à l’extrémité de la Bell Rd, tout près du village historique d'Howick.
- St Moore fut dénommé en l’honneur du Général Sir John Moore (en), un héros militaire britannique, qui vécut de 1761 à 1809.

Le Général Moore se battit contre Napoléon au coté de Sir David Baird (en) pour qui Baird Street fut nommée et il mourut à la bataille de La Corogne durant la Guerre d'indépendance espagnole où Peninsular War, selon les points de vue, alors qu’il servait sous le commandement du duc de Wellington.
À La Corogne, il fut assisté par le Dr J. Bacot, père du médecin des fencibles d’Howick, qui vivait à Bleakhouse.
- Moore Street était une partie du village initial des fencibles, qui fut divisé en lotissements d’un acre (soit4 000 m2) jusqu’au bas de Rodney Street.
- On[Qui ?] ne peut pas  douter que les noms de Wellington et Nelson Streets viennent du plus célèbre des héros de guerre britannique, Horatio Nelson et de Arthur Wellesley de Wellington et que Selwyn Street tire son nom du premier évêque de Nouvelle-Zélande, George Augustus Selwyn.
- Il y a aussi des rues comme Granger Road baptisée en l’honneur de John Grange, directeur de la fabrique de briques, qui autrefois était située au niveau de Little Bucklands Beach (en) près de la pointe rocheuse, où étaient les bâtiments du Bucklands Beach Centre avant leur déplacement vers la banlieue de Whitford.
- Litten Road et John Gill Road sont nommées d’après d’anciens fermiers et propriétaires terriens.

L’Irlandais John Gill s’installa dans Howick en 1850 et sa famille cultiva les terres, qui forment maintenant Cockle Bay et Shelly Park.
Litten Road est la limite de l’ancienne ferme Gill-Litten.
- Vers le Nord de Picton Street, la rue principale de Howick est située au niveau de Stockade Hill (en).

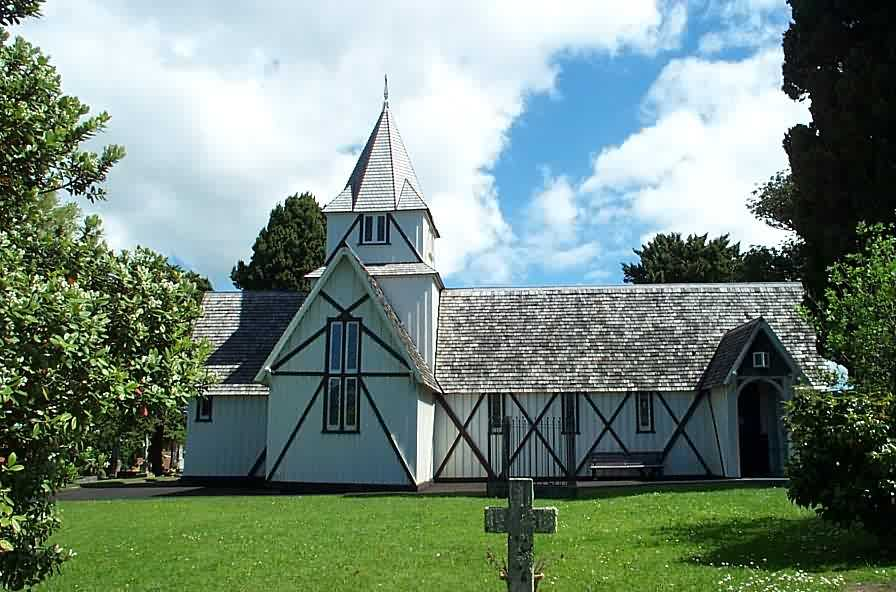
Église de Tous les Saints d’Howick en Nouvelle Zélande. Ce fut la première église paroissiale d’Auckland

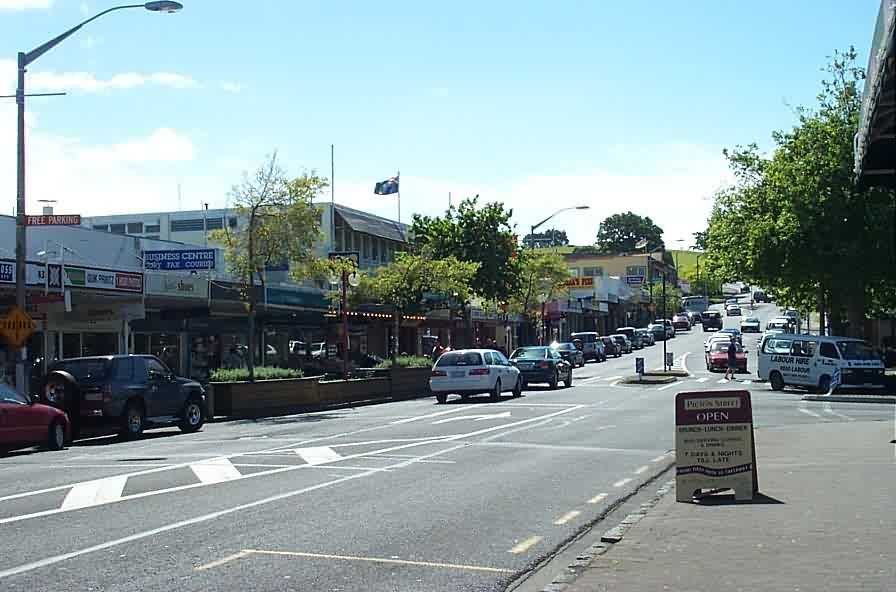
La rue principale: Picton Street, avec au loin Stockade Hill

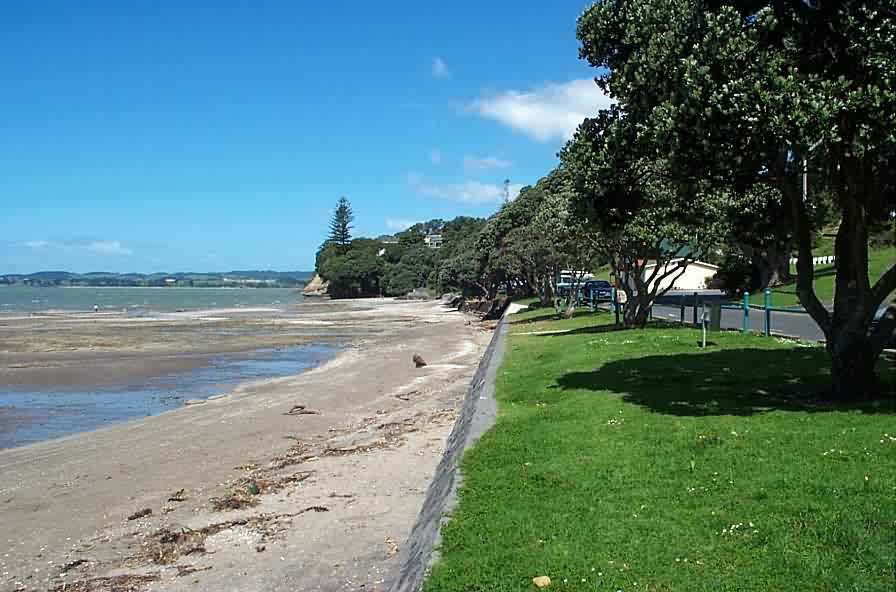
La plage d’Howick

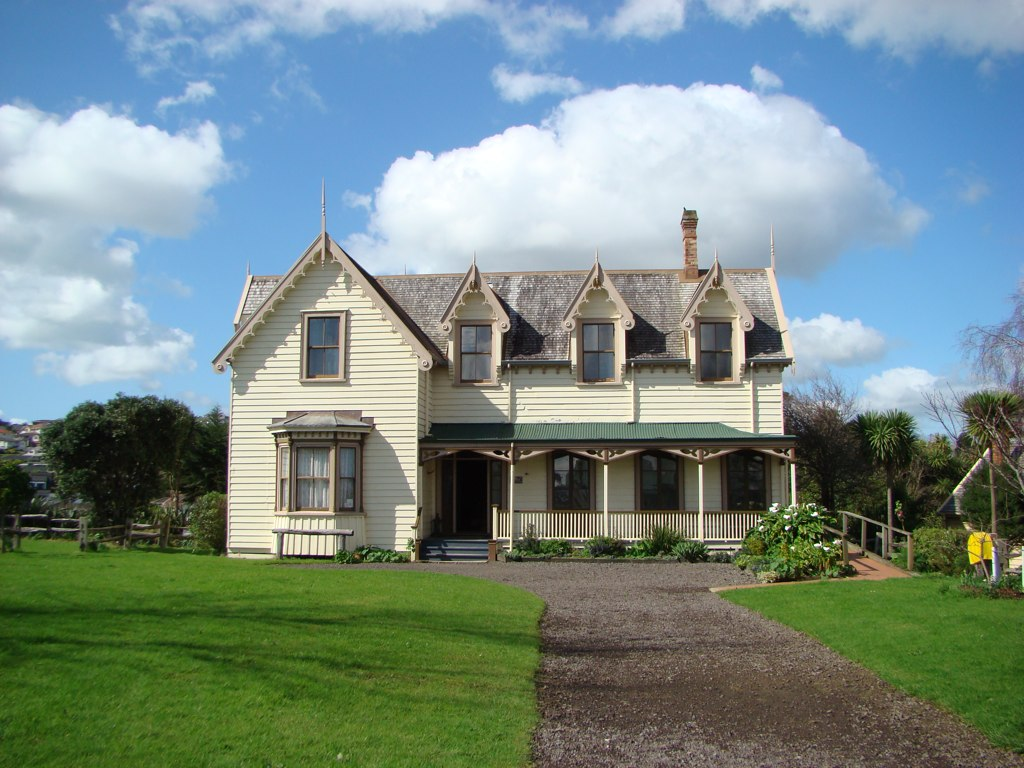
Le village historique d’Howick

.

### La croissance de la ville
Les installations d'Howick furent centrées autour du « domaine » et le village se développa comme un centre de service pour une communauté agricole prospère.
Plus tard, le centre d’Howick glissa vers Picton Street, qui est maintenant le centre ville.
Il devint réputé comme lieu de retraite et de locations de vacances.
En 1865, Howick Road devint une route administrée par le district et en 1922 et Howick fut constituée comme une ville indépendante le 1er février 1952.
Elle fut érigée en quartier participant à l’élection pour la mairie et le conseil municipal, qui furent instituées le 22 mars 1952.
En 1930, on vit la construction d’une route en béton, utilisable par les tous temps, courant tout le long de Howick et à travers Pakuranga en direction de Panmure.
Ceci facilita la circulation des gens et des biens, de et vers Auckland.
Cette route en béton est encore en partie visible de l’autoroute allant entre Howick et Pakuranga.

### Absorption par la zone suburbaine
De la fin des années 1940 au milieu des années 1970, la zone urbaine d’Howick présenta une croissance rapide, alors qu’en 1947, pour son centenaire, ce n’était encore qu’une petite ville de 1 500 habitants .
Jusqu’en 1980, la ville d'Howick était entourée de tous cotés par des fermes mais la croissance d’Auckland obligea à créer de nouvelles subdivisions et Howick fut englobée par l’agglomération d'Auckland.
En 1990, la ré-organisation des instances de gouvernance locale en Nouvelle-Zélande vit Howick devenir un simple ward à l’intérieur de  Manukau City, avec son conseil de borough, qui fut remplacé par la Community Board et  la représentation liée aux Councillor, un mouvement de concentration, qui se révéla impopulaire avec la crainte d’une perte d’identité des habitants de Howick, qui durent cohabiter avec des zones plus pauvres de la ville de Manukau.
Aujourd’hui, Howick est l’une des banlieues les plus recherchées de bord de mer de l’ancienne  ville de Manukau City (actuellement fusionnée au sein du conseil d’Auckland.
La localité possède certaines des plus anciennes constructions de la région d’Auckland, comme la première église paroissiale d’Auckland (Église de tous les Saints (en)).
En juillet 2008, la station de radio de la commune fut mise en place sur la bande 88.1 FM et diffusée sur la plus grande partie est de la banlieue ainsi que sous forme d’accès en ligne sur son site web.
Elle présente une grande variété d’émissions, accueillant des étudiants à partir du siège de leurs écoles locales.

## Électorat d’Howick
Lors des élections générales de 1993 (en) et avant l’introduction du siège de député (MP) en 1996, Howick avait son propre siège au Parlement qui a été créé à partir d’une partie de l’ancienne circonscription électorale d'Otara (en).
Lors des élections générales de 1996 (en), du fait de la nécessité de diminuer le nombre de circonscriptions pour assurer un nombre adapté de sièges disponibles pour la liste des MP, la population autrefois centrée sur le siège d’Howick fut fusionnée avec le siège précédemment séparé de la ville de Pakuranga (en).
Alors que des recommandations avaient été faites pour les limites à appliquer pour les élections générales de 2008, la  Commission électorale a proposé récemment de reconstituer le siège de Howick.
Le siège proposé comme Botany Downs jusqu’à Dannemora mais aurait pour effet d’exclure Bucklands Beach et Highland Park répartis dans d’autres circonscriptions électorales.
De ce fait et du fait du mouvement planifié pour incorporer Panmure, Point England et Glen Innes dans le siège du voisinage de zone électorale de Pakuranga (en), la Commission a reçu un nombre significatif d’objections venant des résidents de Pakuranga.
La Commission envisage d’adopter la recommandation de l’objecteur N17/30 en gardant la banlieue de Howick dans la circonscription électorale de Pakuranga et en renommant le nouveau siège Botany, avec un glissement correspondant de son centre de gravité vers la nouvelle banlieue de Flat Bush , .

## Maires d’Howick
- 1952-1953 : W E LaRoche (en)
- 1953-1963 : Sir William Stevenson (en)
- 1965-1966 : J. Cecil Litten
- 1974-1989 : Morrin Cooper (en)

## Sport et loisirs
Howick est le siège du club de football des Fencibles United (en), qui évolue dans la Lotto Sport Italia NRFL Division 2 (en), et du club de rugby des Howick Hornets (en), qui évolue en division supérieure de la Auckland Rugby League (en)

## Éducation
Il y a plusieurs écoles dans la zone d’Howick.

### Primaire
- L’école de Howick Primary est une école publique mixte, contribuant au primaire, allant des années 1 à 6 avec un effectif de 337 élèves et un taux de décile  de 8[8].
- L’école de Mellons Bay est une école publique, mixte, contribuant au primaire, allant des années 1 à 6, fondée en 1960. Elle a un taux de décile de 10 (le plus haut) et un effectif de 497 élèves[9].
- L’école de Shelly Park est une école d'état, mixte, contribuant au primaire, allant des années 1 à 6, qui fut fondée en 1979. Elle a un effectif de 395 élèves et un taux de décile de 10[10].
- L’école Star of the Sea est une école mixte contribuant au primaire, allant des années 1 à 6, intégrée au public avec un effectif de 575 élèves et un taux de décile de 9[11].
- L’école  de Cockle Bay (en) avec un effectif de 730 élèves en février 2024.
- L’école Howick Intermediate est une école publique, mixte, intermédiaire, allant des années 7 à 8 avec un effectif de 493 élèves et un taux de décile de 4[12].
- L’école Macleans Primar est une école primaire, mixte, allant des années 1 à 6 avec un effectif de 288 élèves et un taux de décile de 7 [13].

### Secondaire
- collège Howick (en)
- collège Macleans (en)
- collègue de Pakuranga (en)

## Autres lectures
- (en) A. La Roche, The history of Howick and Pakuranga, The Howick & District Historical Society (Inc.), 1991 (ISBN 0-473-01206-5)
- (en) Howick, vol. 2: Auckland Provincial District, Christchurch, The Cyclopedia Company, Limited, 1902 (lire en ligne), p. 656–657 — histoire de la ville vers 1900 et biographies de quelques-unes de personnalités notables pendant la dernière moitié du XIXe siècle.